# 林沂
林沂（1447年—？），字居魯，福建興化府莆田縣人，民籍，明朝政治人物。

## 生平
福建鄉試第十四名舉人。成化十七年（1481年）中式辛丑科會試第一百六十八名，三甲第十二名進士。授金華府推官，擢工部主事，弘治二年（1489年）六月以違成憲下錦衣衛監獄。復除禮部主事，十四年五月應詔言五事。升南京吏部郎中，十七年正月升貴州布政司右參議，十八年七月調湖廣左參議，正德元年（1586年）十月入覲，中途聞考察免官，遂歸家。

## 家族
曾祖林震；祖父林庭清，贈監察御史；父林棨，按察司僉事。母張氏（封孺人）。慈侍下。